# Ієронім Собанський
Ієронім Собанський[джерело?], також Геронім Собанський, іноді Ієронім Сабанський (пол. Hieronim Sobański, 1781 — 8 лютого 1845, Умань) — польський аристократ, магнат, підприємець, громадсько-політичний діяч. Учасник антиросійського повстання, чоловік музи Олександра Пушкіна Кароліни Собанської з Жевуських.

## Життєпис
Батько — Каєтан Собанський, мати — дружина батька Петронеля Анна Солецька. Старші брати — Матеуш, Міхал (1755—1832).
Ієронім Собанський був маршалком Ольгопольського повіту, мав маєтки на Вінниччині (зокрема, у Верхівці, який придбав у графів Потоцьких, Баланівці) та Одещині, та велику хлібну справу в Одесі — хлібні сховища Собанського у місті вміщували 36 000 чвертей пшениці, тоді як інші, навіть найбільші — не більше 15—20 тисяч.
Збудовані в 1827 році одеські «Сабанські казарми», в яких з 1865 року базувалось Одеське піхотне юнкерське училище — колишні хлібні склади («магазин») Г. Собанського, провулок поруч зі складами отримав назву Сабанський.
Брав участь в Польському повстанні, після чого його майно конфіскували та передали військовому відомству.

### Сім'я
Перша дружина — Кароліна (1793 чи 1795—1885), донька Адама Жевуського. Шлюб уклали взимку 1814 року. Народивши дочку, Собанська з 1816 р. припинила спільне проживання з чоловіком (отримала так звану сепарацію). Католицька консисторія санкціонувала у 1825 році фактичне розлучення подружжя з причини «нездоров'я» одного з них. Донька Гонората Констанція (1814—1837), з 1832 року дружина князя Ксаверія Францішека Сапєги (1807—1882).
Друга дружина (з бл. 1820) — Анна з Дзержеків, донька полковника коронного Теодора Дзержка гербу Нечуя і Теклі Стадницької. Діти:
- Ізабелла Яніна (нар. 1830), дружина Влодзімежа Маріана Адама Свейковського (Швейковського) (1817—1871)
- Людомілла, ще 2 померли до шлюбу
- Станіслав Ізидор (1827—1884), похований у каплиці Собанських у Чечельнику,[5] дружина — графиня Текля Евфрозина Тишкевич-Логойська (1827—1873)[6]
- Казімеж (1832—1888), дружина — графиня Марія Потулицька (1847—1929)
- Марцелій Марцін (1833—1900), дружина — графиня Тереза Потулицька (1845—1906)
- Мечислав, Влодзімеж